# Roberto Caruso
Roberto Caruso (Sannicandro di Bari, 23 mei 1967) is een voormalig Italiaans wielrenner.

## Belangrijkste overwinningen
1993
- GP Lugano
- 3e etappe Ronde van Táchira

1995
- Tre Valli Varesine

1997
- Tre Valli Varesine

## Resultaten in voornaamste wedstrijden
| Jaar | Ronde van Italië | Ronde van Frankrijk | Ronde van Spanje |
| ---- | ---------------- | ------------------- | ---------------- |
| 1991 | opgave           |                     |                  |
| 1993 | 98e              |                     |                  |
| 1994 |                  |                     |                  |
| 1995 |                  |                     |                  |
| 1996 | 66e              |                     |                  |
| 1997 | 76e              |                     |                  |
| 1998 |                  | opgave              |                  |

| Jaar | Milaan-San Remo | Gent-Wevelgem | Ronde van Vlaanderen | Amstel Gold Race | Ronde van Lombardije |  | Wereldranglijsten |
| ---- | --------------- | ------------- | -------------------- | ---------------- | -------------------- |  | ----------------- |
| 1991 |                 |               |                      |                  |                      |  |                   |
| 1993 |                 |               |                      | 23e              | 72e                  |  |                   |
| 1994 |                 | 85e           | 90e                  |                  | 28e                  |  |                   |
| 1995 | 145e            |               |                      |                  |                      |  | 19e (UWB)         |
| 1996 |                 |               |                      |                  |                      |  |                   |
| 1997 |                 |               |                      |                  |                      |  |                   |
| 1998 |                 |               |                      |                  |                      |  |                   |

Wielerploegen van Roberto Caruso
Barroso ·
Caruso ·
Citterio ·
Colagè ·
Consonni · 
Faresin ·
Mantovan ·
Marcozzi ·
Maya ·
Perona · 
Pierobon ·
Puttini ·
Rodríguez ·
Sierra ·
Strazzer ·
Trepin ·
Wyder
Caruso ·
Citterio ·
Colagè ·
Faresin ·
Ghirotto ·
Mantovan ·
Maya ·
Moro ·
Perini ·
Perona · 
Rodríguez ·
Sierra ·
Trepin ·
van den Akker
Bincoletto ·
Caruso ·
Casartelli  ·
Colagè ·
Ferrigato ·
Fontanelli ·
Ghirotto ·
Menegotto ·
Montaña ·
Perini ·
Perona · 
Redant ·
Rodríguez ·
Santaromita
Bonča ·
Caruso ·
Cattai ·
Colagè ·
Ferrigato ·
Finco ·
Fontanelli ·
Ghirotto ·
Menegotto ·
Montaña · 
Pagnin ·
Rodríguez
Baldato · Bobrik · Brignoli · Brognara · Caruso · Casagranda · Cenghialta · Charrière · De Beni · Di Biase · Ferrari · Miceli · Minali · Palumbo · Pistore · Rezzani · Spezialetti · Di Luca (stagiair) · Sosenka (stagiair)
- Gemeinsame Normdatei: 1198440260
- Virtual International Authority File: 2580157282924803640007
- WorldCat: E39PBJmXMFGfKhv3bPmTGwb8G3